# Gregor von Nazianz der Ältere

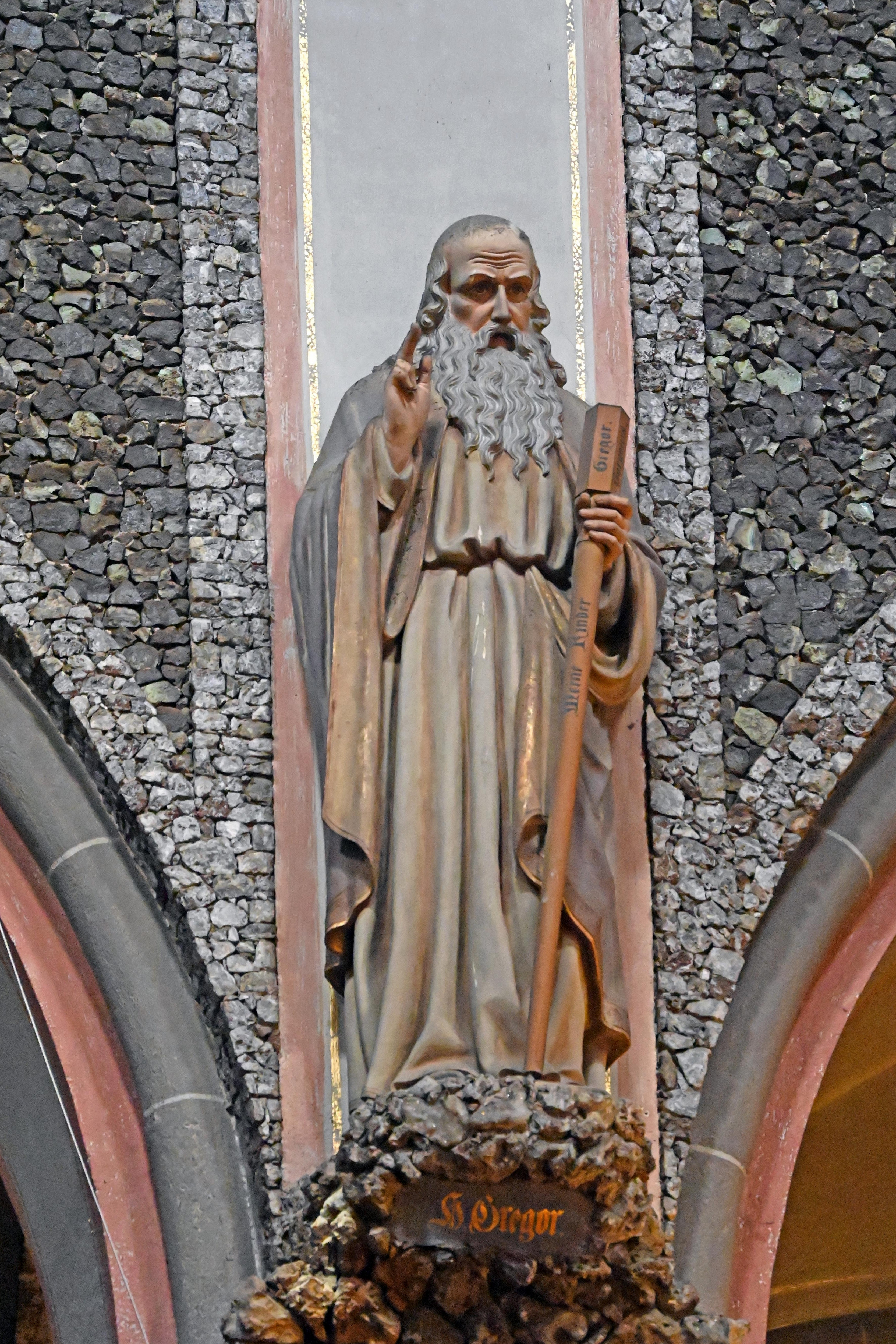
St. Gregor von Nazianz der Ältere (St. Nikolaus, Koblenz)

Gregor von Nazianz der Ältere (* vor 280 in Arianzos bei Nazianz in Kappadokien; † 374 in Nazianz) war Bischof von Nazianz und der Vater von Gregor von Nazianz (dem Jüngeren), Cäsarius von Nazianz und Gorgonia und wie diese ein Heiliger des 4. Jahrhunderts.
Gregor gehörte der jüdischen Gruppe der Hypsistarier an. Mit fünfzig Jahren wurde er durch den Einfluss seiner christlichen Frau Nonna zum Christentum bekehrt (ca. 325). Bereits im Jahr 328 wurde er zum Bischof von Nazianz ernannt. Er übte dieses Amt 45 Jahre lang aus. In die vorher unruhige Gemeinde konnte Gregor in kürzester Zeit Frieden bringen. Ab 335 ließ er in Nazianz eine große Kathedrale in Oktogonform, ähnlich der erst später erbauten Hagia Sophia in Konstantinopel bauen.
361 weihte er seinen Sohn Gregor zum Priester, anfänglich gegen dessen Wunsch. Der jüngere Gregor unterstützte ihn in den folgenden Jahren bei seiner Arbeit. Im Jahr 370 war es sein Einfluss, der Basilius zum Bischof von Caesarea machte, obwohl er bei so schlechter Gesundheit war, dass er nach Caesarea getragen werden musste. Mit 94 Jahren machte er seinen Sohn Gregor zu seinem Koadjutor.
Sein Gedenktag ist am 1. Januar.